# Arthur Neveling
Arthur Friedrich Karl Neveling, född 27 september 1900 i Stockholm, död 17 oktober 1994 i Stockholm, var en svensk förbundsordförande inom kanotseglingen.
Neveling var ordförande för Svenska Kanotseglarförbundet 1961–1982. Han verkade för att förbundet 1964 blev ett eget specialidrottsförbund inom Riksidrottsförbundet. Arthur Neveling var under många år ordförande för International Canoe Federations (ICF) Sailing Committe och var även ledamot av ICF:s styrelse. Han arbetade aktivt för att skapa enheltliga klassregler för IC-kanoten. 
Neveling utvecklade sitt seglingsintresse inom sjöscoutrörelsen. Tillsammans med sin bror Raoul Neveling (1907-1999) var han en av pionjärerna i slutet av 1920-talet. Han tilldelades 1950 Gustaf Adolfs-märket för synnerligen förtjänstfulla insatser för scoutrörelsen.